# Savarna baso
Savarna baso là một loài nhện trong họ Pholcidae. Loài này được phát hiện ở Sumatra.